# Light It Up
Albums de Rev Theory
Truth Is Currency
(2005) Justice
(2011)
Light It Up  est un album du groupe Rev Theory. Il a été publié le 10 juin 2008 par Interscope Records. 

## Liste des pistes
| No  | Titre               | Durée |
| --- | ------------------- | ----- |
| 1.  | Hell Yeah           | 4:07  |
| 2.  | Favorite Disease    | 3:41  |
| 3.  | Light It Up         | 4:13  |
| 4.  | Broken Bones        | 4:26  |
| 5.  | Kill The Headlights | 3:15  |
| 6.  | Wanted Man          | 3:41  |
| 7.  | Ten Years           | 3:43  |
| 8.  | Falling Down        | 4:05  |
| 9.  | You're The One      | 4:20  |
| 10. | Far From Over       | 3:59  |

## Singles
- "Light It Up" (Mars 2008)
- "Hell Yeah" (Mars 2008)
- "Far From Over" (Mars 2009)
- "Broken Bones" (Janvier 2010)